# Sarāb-e Nīlūfar
Sarāb-e Nīlūfar (persiska: سراب نیلوفر) är en ort i Iran.   Den ligger i provinsen Kermanshah, i den västra delen av landet, 400 km väster om huvudstaden Teheran. Sarāb-e Nīlūfar ligger 1 323 meter över havet och antalet invånare är 396.
Terrängen runt Sarāb-e Nīlūfar är platt åt nordost, men åt sydväst är den kuperad. Runt Sarāb-e Nīlūfar är det ganska tätbefolkat, med 185 invånare per kvadratkilometer. Närmaste större samhälle är Kahrīz, 18,3 km öster om Sarāb-e Nīlūfar. Omgivningarna runt Sarāb-e Nīlūfar är i huvudsak ett öppet busklandskap.